# Jeff Monson
Jeffrey William Monson (18 de enero de 1971) es un artista marcial mixto ruso-estadounidense que actualmente compite en la categoría de peso pesado. Monson ha sido dos veces campeón del ADCC Submission Wrestling World Championship, y campeón mundial de jiu-jitsu brasileño sin gi.
En mayo de 2018 por su popularidad y reconocimiento en su especialidad, recibió la nacionalidad rusa, Monson añadió que la solicitó porque «se siente ruso». Monson es además anarcocomunista y conocido por sus posiciones de izquierdas. Tiene además el programa Monson TV en RT.

## Biografía
Monson nació en Saint Paul, Minnesota, donde creció la mayor parte de su infancia. Monson fue a la Timberline High School, donde continuó compitiendo como luchador de la División I en las universidades de Oregón e Illinois, y fue campeón del Pac-10.

## Carrera en artes marciales mixtas

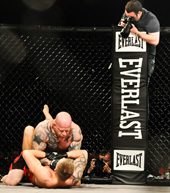
Jeff Monson vs Sergej Maslobojev in the Cage Wars Championship event "Decade".

### Ultimate Fighting Championship
En su debut en UFC, Monson se enfrentó a Tim Lajcik el 22 de septiembre de 2000 en UFC 27. Monson ganó la pelea por decisión unánime.
Monson se enfrentó a Chuck Liddell el 16 de diciembre de 2000 en UFC 29. Monson perdió la pelea por decisión unánime.
Tras una ausencia de poco más de un año, Monson volvió el 11 de enero de 2002 en UFC 35 frente a Ricco Rodríguez. Monson perdió la pelea por nocaut técnico en la tercera ronda.
El 4 de febrero de 2006, Monson volvió a UFC por segunda vez y se enfrentó a Branden Lee Hinkle en UFC 57. Monson ganó la pelea por sumisión en la primera ronda.
El 15 de abril de 2006, Monson se enfrentó a Márcio Cruz en UFC 59. Monson ganó la pelea por decisión dividida.
Monson se enfrentó a Anthony Perosh el 8 de julio de 2006 en UFC 61. Monson ganó la pelea por nocaut técnico en la primera ronda, ganando así el premio al KO de la Noche.
El 18 de noviembre de 2006, Monson se enfrentó a Tim Sylvia en UFC 65 por el campeonato de peso pesado. Monson perdió la pelea por decisión unánime.

## Campeonatos y logros

### Artes marciales mixtas
- International Sport Karate Association
  - Campeonato de Peso Pesado (Una vez, primero, actual)

- Sprawl 'N Brawl
  - Campeonato Intercontinental de Peso Pesado (Una vez, actual)

- Strength and Honor Championship
  - Campeonato de Peso Pesado (Una vez, actual)

- Cage Warriors Fighting Championship
  - Campeonato de Peso Pesado (Una vez)

- Ultimate Fighting Championship
  - KO de la Noche (Una vez)

- X Fighting Championships
  - Campeonato de Peso Pesado (Una vez)

- SportFight
  - Campeonato de Peso Pesado (Una vez)

## Registro en artes marciales mixtas
| Resultado | Récord  | Oponente              | Método                                       | Evento                                             | Fecha                    | Ronda | Tiempo | Localización                | Notas                                                      |
| --------- | ------- | --------------------- | -------------------------------------------- | -------------------------------------------------- | ------------------------ | ----- | ------ | --------------------------- | ---------------------------------------------------------- |
| Victoria  | 61–26–1 | Alex Kardo            | Sumisión (north-south choke)                 | Industrials: Battle in Belgorod                    | 22 de octubre de 2016    | 1     | 3:30   | Bélgorod                    |                                                            |
| Derrota   | 60–26–1 | Ivan Shtyrkov         | Sumisión (armbar)                            | Titov Boxing Promotion: Monson vs. Shtyrkov        | 6 de mayo de 2016        | 1     | 3:59   | Ekaterimburgo               |                                                            |
| Victoria  | 60–25–1 | Anton Lotkov          | Sumisión (north-south choke)                 | Fight Stars 2                                      | 19 de marzo de 2016      | 1     | 1:45   | Balakovo                    |                                                            |
| Derrota   | 59–25–1 | Donald Njatah Nya     | TKO (golpes)                                 | Mix Fight Combat                                   | 25 de diciembre de 2015  | 1     | 0:50   | Jimki                       |                                                            |
| Victoria  | 59–24–1 | Konstantin Skrelya    | Sumisión (north-south choke)                 | Octagon Fighting Sensation 6                       | 20 de noviembre de 2015  | 1     | 2:13   | Moscú                       |                                                            |
| Victoria  | 58–24–1 | Nikolay Savilov       | Descalificación (patadas de fútbol ilegales) | Shield-Peresvet 3                                  | 26 de septiembre de 2015 | 3     | 5:00   | Moscú                       |                                                            |
| Derrota   | 57–24–1 | Zamirbek Syrgabaev    | Decisión (unánime)                           | Jashkuch Fighting Championship Fight Night         | 19 de septiembre de 2015 | 3     | 5:00   | Biskek                      |                                                            |
| Victoria  | 57–23–1 | Denis Komkin          | Decisión (unánime)                           | Fightspirit Championship 5                         | 6 de septiembre de 2015  | 3     | 5:00   | Kolpino                     |                                                            |
| Derrota   | 56–23–1 | Evgeny Erokhin        | TKO (golpes)                                 | FEFoFP: Mayor's Cup                                | 6 de junio de 2015       | 2     | 4:43   | Jabárovsk                   |                                                            |
| Derrota   | 56–22–1 | Evgeny Egemberdiev    | Decisión (unánime)                           | Alash Pride FC: Royal Plaza Vol. 5                 | 30 de abril de 2015      | 3     | 5:00   | Almatý                      |                                                            |
| Derrota   | 56–21–1 | D.J. Linderman        | TKO (golpes)                                 | Fight Time 24                                      | 3 de abril de 2015       | 5     | 1:42   | Fort Lauderdale, Florida    | Perdió el Campeonato de Peso Pesado de Fight Time.         |
| Victoria  | 56–20–1 | Alexander Stolyarov   | Sumisión (north-south choke)                 | OFS: Octagon Fighting Sensation 3                  | 28 de febrero de 2015    | 3     | 4:29   | Yaroslavl                   |                                                            |
| Victoria  | 55–20–1 | Vladimir Nepochatov   | Sumisión (north-south choke)                 | Oplot Challenge 108                                | 21 de febrero de 2015    | 1     | 2:40   | Moscú                       |                                                            |
| Victoria  | 54–20–1 | Ilya Shcheglov        | Sumisión (north-south choke)                 | Eurasian Fighting Championship: Altay Great Battle | 28 de noviembre de 2014  | 2     | 2:45   | Barnaúl                     |                                                            |
| Victoria  | 53–20–1 | Evgeniy Bykov         | Sumisión (rear-naked choke)                  | Fight Alliance Promotions: Gladiator Fighting 2    | 22 de noviembre de 2014  | 1     | 1:16   | Troitsk                     |                                                            |
| Victoria  | 52–20–1 | Mikhail Shein         | Sumisión (rear-naked choke)                  | Fight Stars: The Battle of the Sura 2              | 21 de septiembre de 2014 | 2     | 4:05   | Penza                       |                                                            |
| Derrota   | 51–20–1 | Dmitry Titkov         | Decisión (unánime)                           | Fight Stars: Saransk vs. Penza                     | 5 de septiembre de 2014  | 3     | 5:00   | Saransk                     |                                                            |
| Victoria  | 51–19–1 | Kevin Brooks          | Sumisión (north-south choke)                 | Fight Time 20                                      | 29 de agosto de 2014     | 1     | 1:08   | Fort Lauderdale, Florida    |                                                            |
| Derrota   | 50–19–1 | Chaban Ka             | TKO (golpes)                                 | M-1 Challenge 47                                   | 4 de abril de 2014       | 1     | 1:31   | Oremburgo                   |                                                            |
| Derrota   | 50–18–1 | Shakhmaral Dzhepisov  | KO (golpes)                                  | Diamond Fight                                      | 22 de marzo de 2014      | 3     | 3:38   | Almatý                      |                                                            |
| Derrota   | 50–17–1 | Mike Hayes            | TKO (patada a la cabeza y golpes)            | CWC 9: Cage Warrior Combat 9                       | 2 de noviembre de 2013   | 3     | 1:21   | Kent, Washington            | [ 11 ]                                                     |
| Derrota   | 50–16–1 | Satoshi Ishii         | Decisión (unánime)                           | M-1 Challenge 42                                   | 20 de octubre de 2013    | 3     | 5:00   | San Petersburgo             |                                                            |
| Victoria  | 50–15–1 | Denis Komkin          | Decisión (dividida)                          | Coliseum Fighting Championship: New History        | 16 de septiembre de 2013 | 3     | 5:00   | San Petersburgo             | [ 12 ]                                                     |
| Derrota   | 49–15–1 | Oleksiy Oliynyk       | Sumisión (rear-naked choke)                  | Oplot Challenge 54                                 | 20 de junio de 2013      | 2     | 3:26   | Járkov                      |                                                            |
| Derrota   | 49–14–1 | Magomed Malikov       | TKO (parada médica)                          | M-1 Challenge 40                                   | 8 de junio de 2013       | 2     | 2:58   | Rusia                       |                                                            |
| Victoria  | 49–13–1 | Dražen Forgac         | TKO (lesión en la pierna)                    | Strength & Honor Championship 7                    | 9 de marzo de 2013       | 2     | 0:58   | Ginebra                     | Defendió el Campeonato de Peso Pesado de SHC.              |
| Victoria  | 48–13–1 | Dong-gook Kang        | Decisión (unánime)                           | Road FC 10: Monson vs. Kang                        | 24 de noviembre de 2012  | 3     | 5:00   | Busan                       |                                                            |
| Victoria  | 47–13–1 | Alexander Emelianenko | Sumisión (north-south choke)                 | M-1 Challenge 35                                   | 15 de noviembre de 2012  | 2     | 3:17   | San Petersburgo             |                                                            |
| Victoria  | 46–13–1 | Denis Komkin          | Sumisión (north-south choke)                 | M-1 Global: Fedor vs. Rizzo                        | 21 de junio de 2012      | 1     | 1:58   | San Petersburgo             |                                                            |
| Victoria  | 45–13–1 | Jim York              | Decisión (unánime)                           | Cage Fighting Championships 21                     | 18 de mayo de 2012       | 3     | 5:00   | Sídney                      |                                                            |
| Empate    | 44–13–1 | Chaban Ka             | Empate                                       | 100% Fight 11: Explosion                           | 11 de mayo de 2012       | 3     | 5:00   | París                       |                                                            |
| Victoria  | 44–13   | Oleksiy Oliynyk       | Decisión (dividida)                          | M-1 Challenge 31                                   | 16 de marzo de 2012      | 3     | 5:00   | San Petersburgo             |                                                            |
| Derrota   | 43–13   | Fedor Emelianenko     | Decisión (unánime)                           | M-1 Global: Fedor vs. Monson                       | 20 de noviembre de 2011  | 3     | 5:00   | Moscú                       |                                                            |
| Victoria  | 43–12   | Paul Taylor           | Sumisión (rear-naked choke)                  | Sprawl n Brawl 8: Return of the Cyborg             | 9 de octubre de 2011     | 1     | 4:20   | Edgbaston                   | Ganó el Campeonato Intercontinental de Peso Pesado de SNB. |
| Derrota   | 42–12   | Daniel Cormier        | Decisión (unánime)                           | Strikeforce: Overeem vs. Werdum                    | 18 de junio de 2011      | 3     | 5:00   | Dallas, Texas               | Strikeforce GP 2011 de Peso Pesado (combate reserva).      |
| Victoria  | 42–11   | Maro Perak            | Decisión (unánime)                           | SHC 4: Monson vs. Perak                            | 30 de abril de 2011      | 3     | 5:00   | Ginebra                     | Ganó el Campeonato de Peso Pesado de SHC.                  |
| Victoria  | 41–11   | Tony López            | Decisión (unánime)                           | Fight Time 4: MMA Heavyweight Explosion            | 1 de abril de 2011       | 5     | 5:00   | Fort Lauderdale, Florida    | Ganó el Campeonato de Peso Pesado de ISKA.                 |
| Victoria  | 40–11   | Lee Mein              | Sumisión (guillotine choke)                  | CFM 1: Monson vs. Mein                             | 7 de enero de 2011       | 1     | 3:31   | Winnipeg                    |                                                            |
| Victoria  | 39–11   | Sergey Shemetov       | Sumisión (americana)                         | Israel FC: Genesis                                 | 9 de noviembre de 2010   | 1     | 4:09   | Tel Aviv                    |                                                            |
| Victoria  | 38–11   | Travis Fulton         | Sumisión (kimura)                            | FTP: Fight Time 2                                  | 23 de octubre de 2010    | 1     | 4:40   | Pompano Beach, Florida      |                                                            |
| Victoria  | 37–11   | Dave Keeley           | Sumisión (north-south choke)                 | KUMMA: Kings of the North                          | 4 de septiembre de 2010  | 1     | 1:41   | Lancashire                  |                                                            |
| Victoria  | 36–11   | Jason Guida           | Sumisión (rear-naked choke)                  | FTP: Fight Time 1                                  | 21 de agosto de 2010     | 2     | 3:04   | Pompano Beach, Florida      |                                                            |
| Victoria  | 35–11   | Ubiratan Marinho Lima | Decisión (unánime)                           | Impact FC 1                                        | 10 de julio de 2010      | 3     | 5:00   | Brisbane                    |                                                            |
| Derrota   | 34–11   | Shamil Abdurahimov    | Decisión (dividida)                          | ADFC: Battle of the Champions                      | 14 de mayo de 2010       | 3     | 5:00   | Abu Dhabi                   |                                                            |
| Derrota   | 34–10   | Travis Wiuff          | Decisión (dividida)                          | CFX/XKL: Mayhem in Minneapolis                     | 24 de abril de 2010      | 3     | 5:00   | Minneapolis, Minnesota      |                                                            |
| Victoria  | 34–9    | Francisco Nonato      | Sumisión (guillotine choke)                  | 100% Fight: 100 Percent Fight 2                    | 13 de marzo de 2010      | 1     | 2:27   | París                       |                                                            |
| Victoria  | 33–9    | John Brown            | Decisión (dividida)                          | 5150 Combat League/XFL: New Year's Revolution      | 16 de enero de 2010      | 3     | 5:00   | Tulsa, Oklahoma             |                                                            |
| Derrota   | 32–9    | Pedro Rizzo           | Decisión (unánime)                           | Bitetti Combat MMA 4                               | 12 de septiembre de 2009 | 3     | 5:00   | Río de Janeiro              |                                                            |
| Victoria  | 32–8    | Jimmy Ambriz          | Sumisión (rear-naked choke)                  | TC 33: Bad Intentions                              | 11 de julio de 2009      | 1     | 1:09   | Ciudad de México            |                                                            |
| Victoria  | 31–8    | Sergei Kharitonov     | Sumisión (north-south choke)                 | DREAM 8                                            | 5 de abril de 2009       | 1     | 1:42   | Nagoya                      |                                                            |
| Victoria  | 30–8    | Sergej Maslobojev     | Sumisión (north-south choke)                 | Cage Warriors 11                                   | 29 de marzo de 2009      | 2     | 2:30   | Belfast                     |                                                            |
| Victoria  | 29–8    | Roy Nelson            | Decisión (unánime)                           | SRP: March Badness                                 | 21 de marzo de 2009      | 3     | 5:00   | Pensacola, Florida          |                                                            |
| Victoria  | 28–8    | Ricco Rodríguez       | Decisión (unánime)                           | MFA: There Will Be Blood                           | 13 de diciembre de 2008  | 3     | 5:00   | Miami, Florida              |                                                            |
| Victoria  | 27–8    | Jimmy Ambriz          | Sumisión (north-south choke)                 | Beatdown: 4 Bears Casino                           | 11 de octubre de 2008    | 1     | 1:50   | New Town, Dakota del Norte  |                                                            |
| Victoria  | 26–8    | Mark Kerr             | Sumisión (rear-naked choke)                  | Vengeance Fighting Championship 1                  | 27 de septiembre de 2008 | 1     | 3:15   | Concord, Carolina del Norte |                                                            |
| Derrota   | 25–8    | Josh Barnett          | Decisión (unánime)                           | Sengoku: Second Battle                             | 18 de mayo de 2008       | 3     | 5:00   | Tokio                       |                                                            |
| Victoria  | 25–7    | Hakim Gouram          | Decisión (unánime)                           | PFP: Ring of Fire                                  | 9 de diciembre de 2007   | 3     | 5:00   | Ciudad Quezón               |                                                            |
| Derrota   | 24–7    | Pedro Rizzo           | TKO (golpes)                                 | Art of War 3                                       | 1 de septiembre de 2007  | 3     | 2:40   | Dallas, Texas               | Por el Campeonato de Peso Pesado de UAFC.                  |
| Victoria  | 24–6    | Kazuyuki Fujita       | Sumisión (rear-naked choke)                  | PRIDE 34                                           | 8 de abril de 2007       | 1     | 6:37   | Saitama                     |                                                            |
| Derrota   | 23–6    | Tim Sylvia            | Decisión (unánime)                           | UFC 65                                             | 18 de noviembre de 2006  | 5     | 5:00   | Sacramento, California      | Por el Campeonato de Peso Pesado de UFC.                   |
| Victoria  | 23–5    | Anthony Perosh        | TKO (golpes)                                 | UFC 61                                             | 8 de julio de 2006       | 1     | 2:43   | Las Vegas, Nevada           | KO de la Noche.                                            |
| Victoria  | 22–5    | Márcio Cruz           | Decisión (dividida)                          | UFC 59                                             | 15 de abril de 2006      | 3     | 5:00   | Anaheim, California         |                                                            |
| Victoria  | 21–5    | Branden Lee Hinkle    | Sumisión técnica (north-south choke)         | UFC 57                                             | 4 de febrero de 2006     | 1     | 4:35   | Las Vegas, Nevada           |                                                            |
| Victoria  | 20–5    | Marc Emmanuel         | Sumisión (rear-naked choke)                  | Cage Warriors: Strike Force 4                      | 26 de noviembre de 2005  | 1     | 0:58   | Coventry                    | Defendió el Campeonato de Peso Pesado de Cage Warriors.    |
| Victoria  | 19–5    | Devin Cole            | Decisión (unánime)                           | XFC: Dome of Destruction 3                         | 15 de octubre de 2005    | 3     | 5:00   | Tacoma, Washington          | Ganó el Campeonato de Peso Pesado de XFC.                  |
| Victoria  | 18–5    | Jay White             | Sumisión (rear-naked choke)                  | SF 12: Breakout                                    | 16 de septiembre de 2005 | 1     | 1:21   | Portland, Oregón            | Ganó el Campeonato de Peso Pesado de SportFight.           |
| Victoria  | 17–5    | Rich Wilson           | Sumisión (armbar)                            | Extreme Wars: X-1                                  | 2 de julio de 2005       | 1     | 1:56   | Honolulu, Hawái             |                                                            |
| Victoria  | 16–5    | Tengiz Tedoradze      | Sumisión (rear-naked choke)                  | Cage Warriors: Ultimate Force                      | 30 de abril de 2005      | 1     | 1:59   | Sheffield                   | Defendió el Campeonato de Peso Pesado de Cage Warriors.    |
| Victoria  | 15–5    | Jay White             | Sumisión (lesión)                            | Euphoria: USA vs. the World                        | 26 de febrero de 2005    | 1     | 4:07   | Atlantic City, Nueva Jersey |                                                            |
| Victoria  | 14–5    | Brian Stromberg       | Sumisión (rear-naked choke)                  | SF 8: Justice                                      | 7 de enero de 2005       | 1     |        | Gresham, Oregón             |                                                            |
| Victoria  | 13–5    | Tengiz Tedoradze      | Sumisión (rear-naked choke)                  | Cage Warriors 9                                    | 18 de diciembre de 2004  | 1     | 3:51   | Sheffield                   | Ganó el Campeonato de Peso Pesado de Cage Warriors.        |
| Victoria  | 12–5    | Pat Stano             | TKO (rodillazo al cuerpo)                    | Euphoria: Road to the Titles                       | 15 de octubre de 2004    | 2     | 3:11   | Atlantic City, Nueva Jersey |                                                            |
| Victoria  | 11–5    | Carlos Clayton        | Decisión (unánime)                           | AFC: Brazil 1                                      | 28 de agosto de 2004     | 3     | 5:00   | Río de Janeiro              |                                                            |
| Victoria  | 10–5    | Don Richards          | Sumisión (north-south choke)                 | IHC 7: The Crucible                                | 5 de junio de 2004       | 2     | 2:25   | Hammond, Indiana            |                                                            |
| Victoria  | 9–5     | Joe Nye               | Sumisión (rear-naked choke)                  | Mass Destruction 12                                | 16 de agosto de 2003     | 1     | 3:02   | Taunton, Massachusetts      |                                                            |
| Victoria  | 8–5     | Mike Delaney          | Sumisión (north-south choke)                 | Absolute Fighting Championships 4                  | 19 de julio de 2003      | 1     | 4:27   | Fort Lauderdale, Florida    |                                                            |
| Derrota   | 7–5     | Forrest Griffin       | Decisión (unánime)                           | WEFC 1: Bring it On                                | 29 de junio de 2002      | 4     | 4:20   | Marietta, Georgia           |                                                            |
| Derrota   | 7–4     | Ricco Rodríguez       | TKO (golpes)                                 | UFC 35                                             | 11 de enero de 2002      | 3     | 3:00   | Uncasville, Connecticut     |                                                            |
| Victoria  | 7–3     | Roman Roytberg        | Sumisión (north-south choke)                 | AMC: Revenge of the Warriors                       | 21 de julio de 2001      | 1     |        | Rochester, Washington       |                                                            |
| Derrota   | 6–3     | Chuck Liddell         | Decisión (unánime)                           | UFC 29                                             | 16 de diciembre de 2000  | 3     | 5:00   | Tokio                       |                                                            |
| Victoria  | 6–2     | Tim Lajcik            | Decisión (unánime)                           | UFC 27                                             | 22 de septiembre de 2000 | 2     | 5:00   | Nueva Orleans, Luisiana     | UFC debut.                                                 |
| Victoria  | 5–2     | Bob Gilstrap          | Decisión (unánime)                           | AMC: Return of the Gladiators 1                    | 29 de julio de 2000      | 3     | 5:00   | Rochester, Washington       |                                                            |
| Derrota   | 4–2     | David Dodd            | Sumisión (armbar)                            | Extreme Challenge 23                               | 2 de abril de 1999       | 1     | 0:46   | Indianápolis, Indiana       |                                                            |
| Victoria  | 4–1     | Roger Neff            | Decisión                                     | Ultimate Ring Challenge                            | 1 de marzo de 1999       | 3     | 5:00   | Wenatchee, Washington       |                                                            |
| Derrota   | 3–1     | Tom Sauer             | Sumisión (rear-naked choke)                  | Extreme Challenge 20                               | 22 de agosto de 1998     | 1     | 3:47   | Davenport, Iowa             |                                                            |
| Victoria  | 3–0     | John Renfroe          | Sumisión (golpes)                            | Ultimate Warrior Challenge                         | 2 de agosto de 1998      | 1     | 2:45   | Vancouver                   |                                                            |
| Victoria  | 2–0     | Cy Cross              | Sumisión (rear-naked choke)                  | UFCF: Night of Champions                           | 14 de marzo de 1998      | 1     | 3:47   | Lynnwood, Washington        |                                                            |
| Victoria  | 1–0     | Luther Norberg        | Decisión (unánime)                           | UFCF: Gladiators                                   | 21 de noviembre de 1997  | 1     |        | Estados Unidos              |                                                            |

## Registro en boxeo
| Resultado | Récord | Oponente         | Método | Asalto | Tiempo | Fecha      | Localización                            | Notas |
| --------- | ------ | ---------------- | ------ | ------ | ------ | ---------- | --------------------------------------- | ----- |
| Victoria  | 2–0–1  | J.C. Hillard     | TKO    | 2 (4)  | 2:11   | 20-11-2004 | Boynton Beach, Florida, Estados Unidos  |       |
| Victoria  | 1–0–1  | Kenyatta Quitman | TKO    | 2 (4)  | 2:12   | 15-5-2004  | Boynton Beach, Florida, Estados Unidos  |       |
| Empate    | 0–0–1  | Matt Ives        | PTS    | 4 (4)  | 3:00   | 23-4-2004  | Port St. Lucie, Florida, Estados Unidos |       |